# Everclear (groupe)
Pour les articles homonymes, voir Everclear.
Everclear est un groupe de rock américain, originaire de Portland, en Oregon. Le groupe est formé par Art Alexakis, chanteur et guitariste du groupe ; et accompagné de Craig Montoya à la basse, et Greg Eklund à la batterie. Après la sortie limitée de leur premier album indépendant, World of Noise, le groupe trouve le succès au label Capitol Records avec la sortie des trois albums Sparkle and Fade, So Much for the Afterglow, et Songs from an American Movie Vol. One: Learning How to Smile, qui seront certifié disque de platine. Cependant, les deux albums suivants, Songs from an American Movie Vol. Two: Good Time for a Bad Attitude et Slow Motion Daydream, n'atteignent pas le succès et Montoya et Eklund quitteront le groupe en 2003.
Après quelques performances solo, Alexakis décide de reformer Everclear avec de nouveaux musiciens et d'enregistrer deux nouveaux albums, Welcome to the Drama Club et Invisible Stars. Commençant en 2012, Alexakis initie une tournée de nostalgie appelée Summerland Tour. En avril 2015, le groupe publie son neuvième album, Black is the New Black.

## Biographie

### Débuts (1991–1993)
Art Alexakis a souffert d'une enfance difficile, son père l'ayant abandonné étant jeune. Des problèmes financiers poussent sa famille à emménager à Los Angeles, où Alexakis deviendra toxicomane. Pendant son adolescence, Alexakis est envoyé au sein des membres de sa famille à travers le pays (incluant une brève période au sein de la nouvelle famille de son père à Houston), mais son addiction à la drogue persiste. Finalement, après une dose quasi fatale de cocaïne, Alexakis décide sérieusement de se sevrer. À la fin des années 1980, Alexakis joue dans un petit groupe rock local de Los Angeles appelé Shakin' Brave. Frustré par le manque d'intérêt de la scène musicale de L.A., Art emménage à San Francisco, où il tome dans la scène cowpunk émergente.
Alexakis forme Shindig Records, un label qui représentait la scène cowpunk de San Francisco. Il enregistre son propre album solo, mais finit par s'abonner à un groupe appelé Colorfinger. Alexakis écrit sous le nom de A.D. Nation alors qu'il écrivait et enregistrait avec Colorfinger. Pendant son temps au sein de Colorfinger, il écrit quelques chansons qui trouveront plus tard le succès sous le nom d'Everclear, comme The Twistinside, Heartspark Dollarsign, et Why I Don't Believe in God.
En un seul mois en 1992, Shindig ne perce pas (son distributeur ayant fait faillite), Colorfinger se sépare, et Alexakis apprend que sa compagne est enceinte. Cherchant à partir, Alexakis et sa copine emménage dans sa ville natale, à Portland, en Oregon. Ici, il y publie une petite annonce au magazine The Rocket, où il recevra la réponse du bassiste Craig Montoya et du batteur Scott Cuthbert. Le nom d'Everclear s'inspire du breuvage homnoyme. Alexakis le surnommera « le mal à l'état pur et blanc ». Le nouveau groupe commence à enregistrer. Les sessions culminent en deux sorties : l'EP Nervous and Weird et le premier album du groupe, World of Noise, publiés au label Tim/Kerr Records en 1993.

### So Much for the Afterglow (1996–1999)

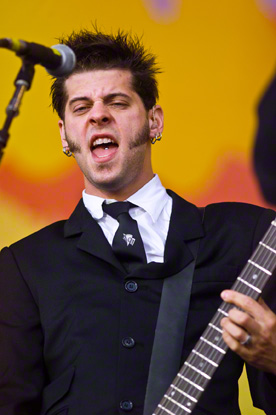
David LoPrinzi en 1999.

### Nouveaux albums (depuis 2010)
En juin 2012, Everclear publie son premier album en six ans, Invisible Stars. En on soutien, Alexakis annonce la tournée Summerland Tour avec Sugar Ray, Lit, Marcy Playground, et Gin Blossoms. En 2013, le Summerland Tour revient cette fois avec Everclear, Live, Filter, et Sponge. Everclear annonce le Summerland 2014 avec Eve 6, Soul Asylum, et Spacehog. Everclear annonce aussi la sortie d'un nouvel album, Black is the New Black, publié en avril 2015.

## Membres

### Membres actuels
- Art Alexakis – chant, guitare (depuis 1992)
- Dave French – guitare, chœurs (depuis 2003)
- Freddy Herrera – basse, chœurs (depuis 2009)
- Jake Margolis - batterie (depuis 2017)

### Anciens membres
- Craig Montoya – basse, chœurs (1992–2003)
- Scott Cuthbert – batterie, percussions, chœurs (1992–1994)
- Greg Eklund – batterie, percussions, chœurs (1994–2003)
- Sam Hudson – basse, chœurs (2003–2009)
- Eric Bretl – batterie, percussions (2003–2004)
- Brett Snyder – batterie, percussions (2004–2008)
- Tommy Stewart – batterie, percussions (2008–2009)
- Sasha Smith – claviers, chœurs (2009–2011)
- Johnny Hawthorn – guitares rythmique et solo, chœurs (2009)
- Jordon Plosky – batterie, percussions (2009–2010)
- Sean Winchester – batterie, percussions (2010–2015)
- Josh Crawley – claviers, chœurs (2003–2009; 2011–2016)

### Membres de tournée
- David LoPrinzi – basse (1998), guitares rythmique et solo (1998–2002)
- Steve Birch – guitares rythmique et solo (1997–1998)
- James Beaton – claviers (1998–2001)
- Brian Lehfeldt – percussions (1998–1999)
- Mike « Basil » Ternyik – percussions (1999–2002)
- Rachel Sturm – claviers (2001)
- Shane Nelson – guitare rythmique et solo (2003)
- Stacy Jones - batterie (2015-2016)

## Discographie

### Albums studio
- 1993 : World of Noise
- 1995 : Sparkle and Fade
- 1997 : So Much for the Afterglow
- 2000 : Songs from an American Movie, Vol. 1: Learning How to Smile
- 2000 : Songs from an American Movie, Vol. 2: Good Time for a Bad Attitude
- 2003 : Slow Motion Daydream
- 2006 : Welcome to the Drama Club
- 2012 : Invisible Stars
- 2015 : Black is the New Black

### Compilations
- Ten Years Gone: The Best of Everclear 1994-2004